# Brie
Brie je vrsta francoskega mehkega sira z belo plemenito plesnijo.

## Značilnosti
Brie je verjetno eden od najbolj poznanih francoskih sirov in je zaradi svojega nežnega okusa priljubljen po celem svetu. Testo je belkaste do rumenkaste barve, z drobnimi očesci. Premer sira vrsta Brie de Melun je od 25 do 40 centimerov, okus pa je blago kisel do pikanten. Brie iz surovega mleka je bolj aromatičen.

## Proizvodnja
Brie izdelujejo iz polnomastnega ali delno posnetega mleka, delajo pa ga v obliki velikih ploskih hlebcev. Skorja, prekrita z belo plesnijo je užitna. Mleku, ki ga uporabijo za izdelavo sira dodajo encime, ki pospešijo koagulacijo ter ga segrejejo na 37ºC. Nato odlijejo sirotko in dobljeno maso zlijejo v posebne okrogle modele. Običajno zmes dodajajo v več tanjših plasteh, ki jih pustijo okoli 18 ur, da se odcedijo. Odcejen in sprijet mladi sir vzamejo iz modelov ter ga nasolijo. Zunanjo plast okužijo z bakterijami plesni Penicillium candidum, Penicillium camemberti in/ali Brevibacterium linens. Tako pripravljen sir zori 4 tedne na slamnatih rogoznicah. 

### Zaščita označbe porekla
Poznamo veliko vrst tega sira, francoska vlada pa pod tem imenom dovoljuje samo prodajo dveh vrst brija: Brie de Meaux in Brie de Melun. Izdelovanje teh dveh vrst brija poteka od leta 1980 pod nadzorom AOC (Appellation d'Origine Contrôlée). Poleg teh dveh vrst brija spadajo v to vrsto sira še kmečki brie (Brie fermier), starani brie (Brie noir), Brie de coulommieres, Brie de montereau, le fougerus, Brie de nangis in Brie de provins.

## Zgodovina
Brie de Meaux, izdelujejo že od osmega stoletja v okolici Pariza, zaradi njegove priljubljenosti na francoskem dvoru pa se ga je prijelo ime »kraljevi sir«. Po francoski revoluciji so ime spremenili v »kralj sirov«.